# Extrem schön! – Endlich ein neues Leben!
Extrem schön! – Endlich ein neues Leben! ist eine deutschsprachige Doku-Soap des Fernsehsenders RTL II. Die erste Folge wurde am 28. April 2009 ausgestrahlt.

## Konzept
In jeder Folge wird eine Person dabei begleitet, wie mehrere Schönheitsoperationen an ihr vorgenommen werden. Dazu werden beteiligte Ärzte interviewt und die ästhetischen Eingriffe dargestellt. Die behandelte Person ist zu dieser Zeit weit weg von ihren Freunden und Familien. Am Ende der Sendung, nach den Schönheits-OPs, begleitet das Kamerateam sie ein letztes Mal dabei, wie die Personen auf ihre Familie und Freunden treffen. Nach jeder Staffel, die wechselweise zwischen 8 und 17 Folgen beinhaltet, gibt es noch einmal ein Wiedersehen mit den Patienten. Bislang wurden vier Staffeln ausgestrahlt (Stand: Juni 2013).
In einer Folge gefiel einer Frau nach dem Styling das Resultat nicht, sie brach die Verschönerung zunächst ab, setzte sie aber nach 5 Monaten wieder fort und ließ ihre eigenen Vorstellungen umsetzen.

## Kritik
Unter Kritik geriet die Sendung des Öfteren aufgrund ihrer sehr unkritischen Haltung gegenüber der plastischen Chirurgie. Die Sendung suggeriert laut Kritikern die Problemlösung allein durch Schönheitsoperationen. So sagte Holger Kreymeier in einem Beitrag seines Magazins Fernsehkritik TV:

„RTL 2 suggeriert man brauche nur neue Brüste und 'ne neue Nase, und schon ist das verkorkste Leben wieder in Ordnung. Aber so einfach ist es nunmal nicht!“

Die Süddeutsche Zeitung bezeichnet die Sendung als „Porno des Prekariats“.

„Die Sendung lebt davon, ihren Protagonisten vorzugaukeln, TV sei der liebe Gott, der sie aus lebenslangem Elend befreit. Der Leidtragende ist der ohnehin Leidende.“

Der Stern titulierte die Sendung als „Germany's next Hässlichkeit“.

„Der Untertitel der neuen Serie, "Endlich ein neues Leben", ist irreführend. Letztendlich gibt es von RTL2 doch nur einen neuen Busen, eine neue Nase oder ein neues Gebiss. Mit dem "neuen Leben" werden die Kandidaten weitgehend alleine gelassen. Psychologische oder medizinische Betreuung der Kandidaten über die Drehzeit hinaus ist laut Sender nur teilweise gegeben - bei langwierigen kieferorthopädischen Behandlungen.“

## Team
Ein über 20-köpfiges Team begleitet die Patienten.
| Name                 | Beruf/Tätigkeit                                     |
| -------------------- | --------------------------------------------------- |
| Udo Wandiger         | Anästhesist                                         |
| Eckart Buttler       | Facharzt für Plastische und Ästhetische Chirurgie   |
| Edouard Manassa      | Facharzt für Plastische und Ästhetische Chirurgie   |
| Ute Bergander        | Fachärztin für Plastische und Ästhetische Chirurgie |
| Claudia Roth         | Assistenzärztin                                     |
| Reinhard Gröner      | Facharzt für Plastische und Ästhetische Chirurgie   |
| Volker Alt           | Facharzt für Plastische und Ästhetische Chirurgie   |
| Alexander Berghaus   | Facharzt für Hals-Nasen-Ohrenheilkunde              |
| Klaus Walgenbach     | Facharzt für Plastische und Ästhetische Chirurgie   |
| Oliver Brux          | Zahnarzt                                            |
| Miriam Koeller-Bratz | Facharzt für Plastische und Ästhetische Chirurgie   |
| Carsten Woyde        | Zahntechnikermeister                                |
| Jan Daniel           | Facharzt für Augenheilkunde                         |
| Patrick Ilbag        | Zahnarzt                                            |
| Alexander Ilbag      | Zahnarzt                                            |
| Frank Neidel         | Facharzt für Chirurgie                              |
| Ulrich Schmidt       | Psychologe                                          |
| Thomas Karrer        | Personal Trainer                                    |
| Andrea Seekircher    | Fotografin für Glamour-Fotografie                   |
| Klaus Fries          | Stylist                                             |
| Maria Hartmann       | Stylistin                                           |
| Uwe Schiechel        | Stylist und Visagist                                |
| Carine Bartholomé    | Stylistin                                           |
| Josef Thurner        | Facharzt für Plastische und Ästhetische Chirurgie   |

## Ähnliche Sendungen
- Alles ist möglich (RTL)
- Die Beauty Klinik (RTL2)
- Letzte Hoffnung Skalpell (RTL2)
- I Want a Famous Face (MTV)